# 羊飼いの礼拝 (エル・グレコ、1600年)

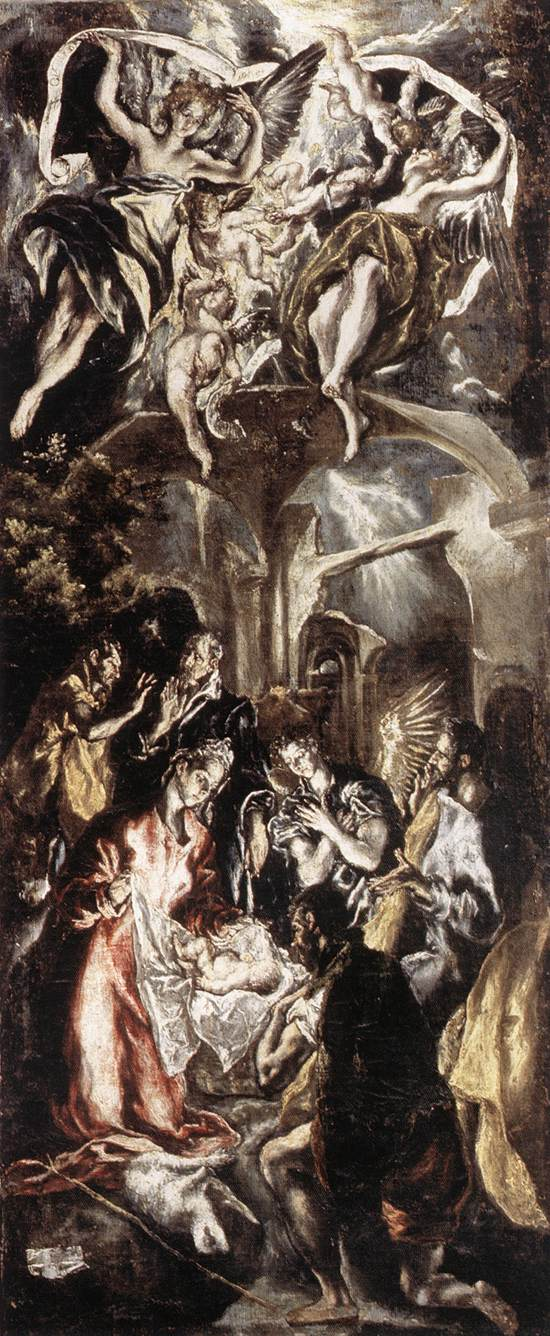
エル・グレコ『羊飼いの礼拝』 (1598年)、111cm x 47cm、バルベリーニ宮国立古典絵画館、ローマ

『羊飼いの礼拝』（ひつじかいのれいはい、西: Adoración de los pastores 、英: Adoration of the Shepherds）は、ギリシア・クレタ島出身のマニエリスム期のスペインの巨匠エル・グレコが1596-1600年に制作したキャンバス上の油彩画である。主題は『新約聖書』中の「ルカによる福音書」（2章）から採られたもので、羊飼いたちが生まれたばかりのイエス・キリストを訪れた場面を描いている。マドリードにあったエンカルナシオン学院（通称ドーニャ・マリア・デ・アラゴン学院）のための祭壇衝立の下段左側に配置されていたと思われるエル・グレコ円熟期の作品である。画面下部左側に画家の署名の書かれたカルトゥーシュがある。1836年に、作品はテロール男爵によりフランス王ルイ・フィリップのために購入されたが、後に売却され、1879年にルーマニアのペレシュ城（王宮）のために購入された。現在はブカレストにあるルーマニア国立美術館に収蔵されている。なお、ローマのバルベリーニ宮国立古典絵画館には本作より小さなヴァージョン（1598年）が所蔵されている。

## ドーニャ・マリア・デ・アラゴン学院祭壇衝立
聖アウグスチノ修道会の神学校エンカルナシオン学院は、正式名称を「托身の我らが聖母」（西: nuestra señora de la encarnación）学院といい、エル・グレコは、1596年、この学院に収めるべく祭壇衝立のための絵画群の発注を受けた。この祭壇衝立は、宮廷貴婦人で淑女であった発注者ドーニャ・マリア・デ・アラゴン（1539 - 1593年）の名にちなんで、一般に「ドーニャ・マリア・デ・アラゴン学院祭壇衝立」と呼ばれる。この祭壇衝立は19世紀初頭、フランスのナポレオン軍により掠奪、破壊され、構成していた絵画群は四散してしまった。それ以前の祭壇衝立に関する正確な記録がまったく現存しておらず、詳しいことはわかっていない。わずかに17世紀の画家・美術著作者アントニオ・パロミーノが「何点かのエル・グレコの作品がある」と書き、18世紀から19世紀の画家セアン・ベルムーデスが「それらはキリストの生涯に関するものだ」と述べているのみである。しかし、この祭壇衝立を構成する絵画として、『キリストの洗礼』(プラド美術館)、本作『羊飼いの礼拝』、『受胎告知』(プラド美術館) があったとする見解が支配的である。また、『キリストの復活』、『キリストの磔刑』、そして『聖霊降臨』(すべてプラド美術館) も候補として挙がっている。
作品群にはアウグスティヌス会の神秘主義者で、学院の初代院長アロンソ・デ・オロスコの神秘主義思想が投影されている。「受胎告知（托身）」「降誕（羊飼いの礼拝）」「洗礼」「磔刑」「復活」「聖霊降臨」のすべての主題が「托身」と関連づけられる。これらの作品の配置については諸説が提出されてきたが、現在、一般的に認められている復元予想図は以下のようになっている。絵画の配置は、上段左から右に『キリストの復活』『キリストの磔刑』『聖霊降臨』、そして下段左から『羊飼いの礼拝』『受胎告知』『キリストの洗礼』である。
| ドーニャ・マリア・デ・アラゴン学院祭壇衝立の復元予想図 | ドーニャ・マリア・デ・アラゴン学院祭壇衝立の復元予想図 | ドーニャ・マリア・デ・アラゴン学院祭壇衝立の復元予想図 | ドーニャ・マリア・デ・アラゴン学院祭壇衝立の復元予想図 |
| ------------------------------------------------------ | ------------------------------------------------------ | ------------------------------------------------------ | ------------------------------------------------------ |
|                                                        |                                                        |                                                        |                                                        |
|                                                        |                                                        |                                                        |                                                        |

## 作品

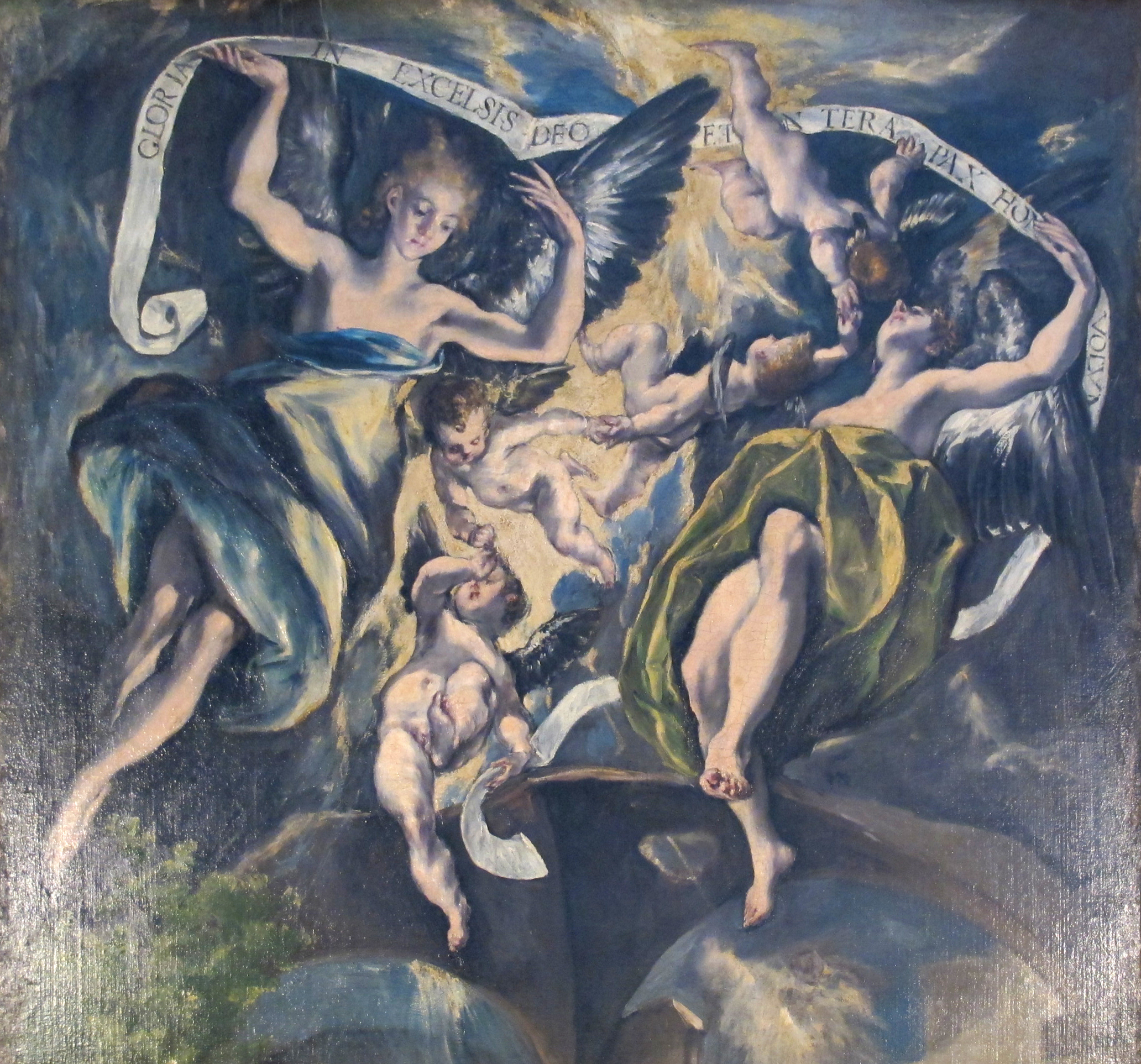
『羊飼いの礼拝』の天国の部分。ラテン語で神を賛美する言葉「グロリア・イン・エクチェルシス・デオ」を持つ天使。

本作の主題である「羊飼いの礼拝」は「キリスト降誕」に代わる意味を持っていた。『新約聖書』では、キリスト降誕に関しては「マタイによる福音書」と「ルカによる福音書」にわずかな記述があるにすぎない。前者には「マリアは子を生んだ」（1章25）とのみ記され、後者では「そこユダヤのダビデの町ベツレヘムにいる間に、マリアは産気満ちて初子を生んだので、まぐさおけに子を横たえた、それは旅籠に部屋がなかったからである」（2章6-7）とわずかに状況描写を交えて描かれている。ルカは続いて、「羊飼いたちへのお告げ」と「羊飼いの礼拝」について語り、マタイは「東方三博士の礼拝」の様子を記述している。このように、「キリストの降誕」と「羊飼いの礼拝」、「東方三博士の礼拝」はすべて救い主キリストの降誕に関するものであるが、本来は異なった主題なのである。にもかかわらず、エル・グレコの時代には明確な区別はなく、画家の遺産目録でも「羊飼いの礼拝」はすべて「降誕図」とされている。
「羊飼いの礼拝」は、エル・グレコが最晩年にいたるまで繰り返し描いた主題である。貧しきものを愛するキリストの降誕を最初に知らされ、真っ先に駆けつけて礼拝したのが貧しい羊飼いであったという事実が、当時のスペイン人には救世主キリストの降誕を寿ぐのに最もふさわしい図像と考えられたのであろう。
本作の画面上部には、「ルカによる福音書」（2章14）にある通り、天使が持つ巻紙にラテン語で「いと高きところには神に栄光、地には善意の人々に平和」と神を賛美する言葉「グロリア・イン・エクチェルシス・デオ」が書かれている。地上の登場人物の聖ヨセフ、3人の羊飼い、天使たちもすべて「ルカによる福音書」に明らかな要素である。唯一の例外は動物たちで、そのうち仔羊の存在は礼拝者たちが羊飼いであることとだけでなく、仔羊がキリストの象徴であることから理解される。その仔羊が脚を縛られているのは、幼子キリストを待ち受けている「受難」を象徴しているのであろう。

## エル・グレコの『羊飼いの礼拝』

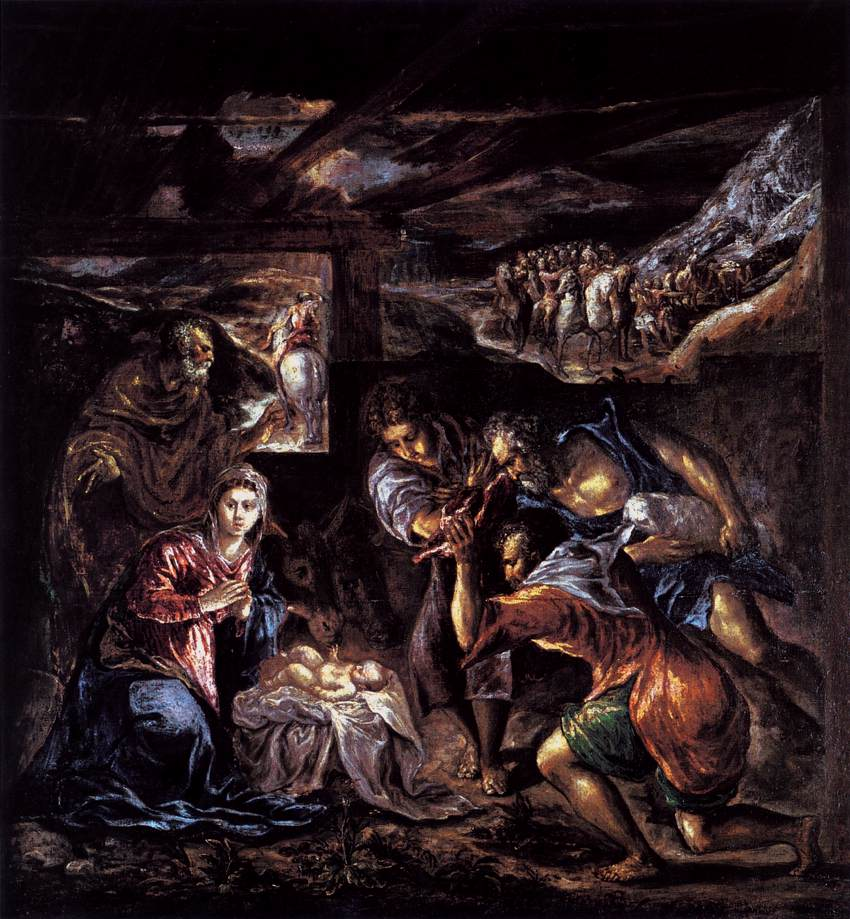
『羊飼いの礼拝』、1565年頃、個人蔵
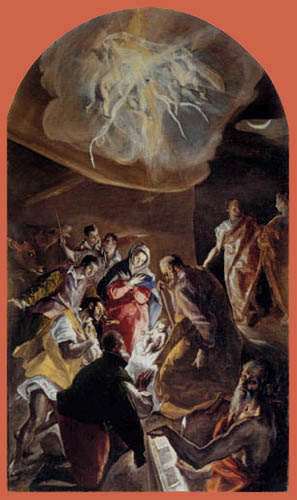
『羊飼いの礼拝』、サント・ドミンゴ・エル・アンティグオ聖堂の祭壇衝立の1部として描かれた作品、1577年、個人蔵
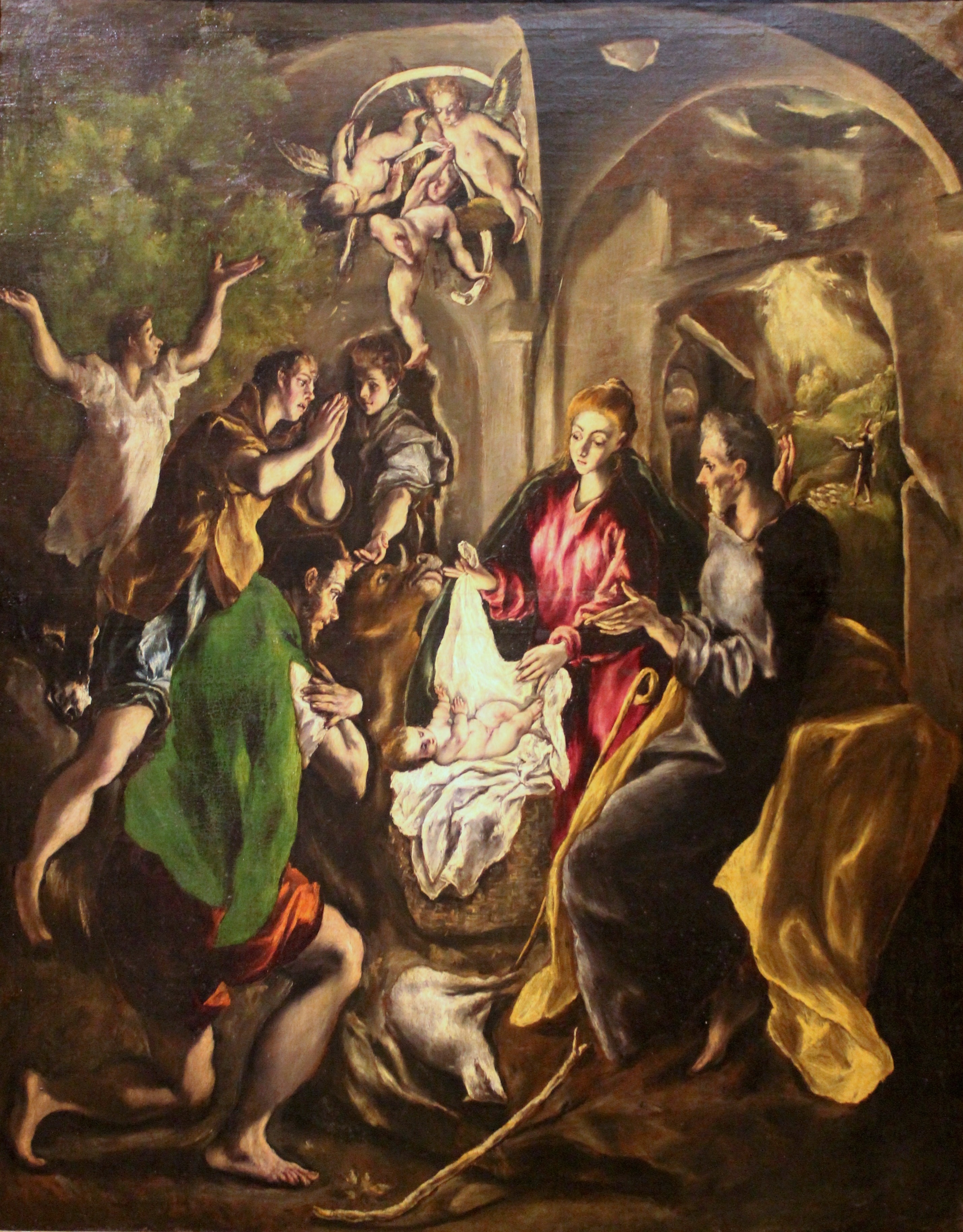
『羊飼いの礼拝』、1602年、総大司教美術館 (バレンシア)
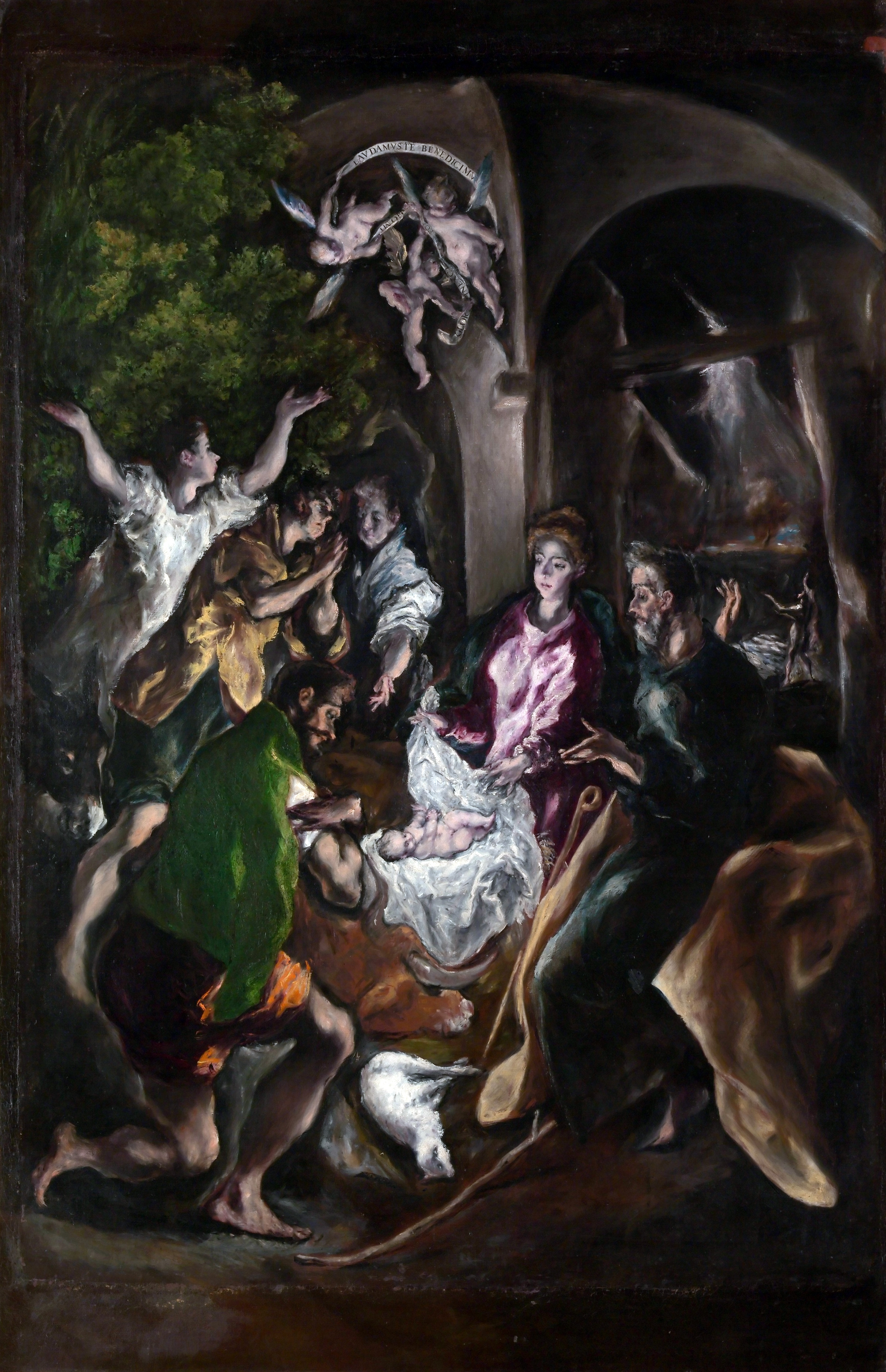
『羊飼いの礼拝』、1605-1610年、メトロポリタン美術館 (ニューヨーク)
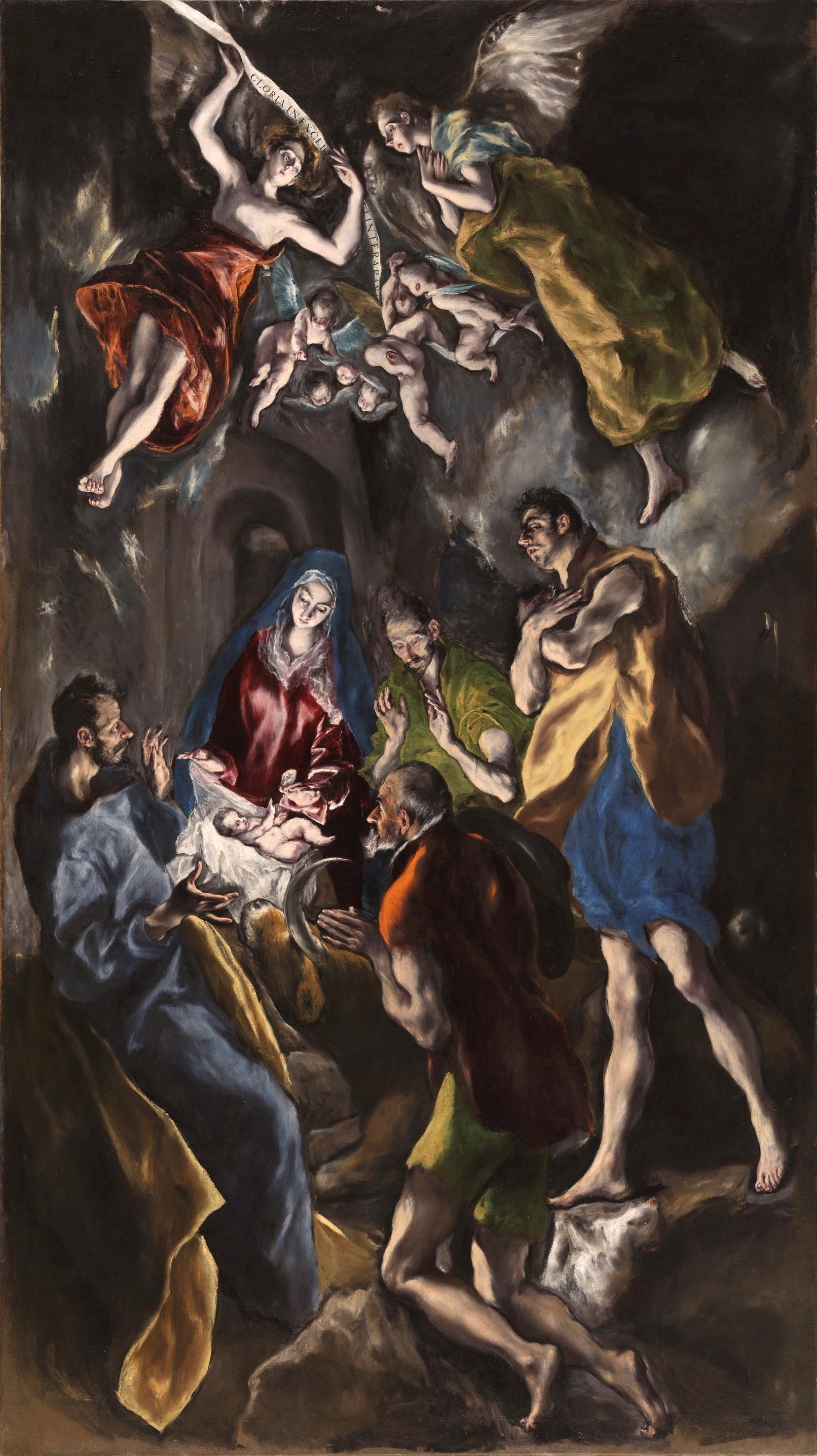
『羊飼いの礼拝』、1612-1614年、プラド美術館